# Théodore Nsangou
Théodore Nsangou est un grand patron camerounais. Il dirige EDC,,.

## Biographie

### Enfance, éducation et débuts
Théodore Nsangou est formé à l'École supérieure des travaux publics de Paris en 1978. Docteur- Ingénieur en Mécanique appliquée à la construction à l’université de Compiègne en France, il est expert en hydroélectricité.

### Carrière
Sous-directeur de développement, de la production hydraulique et du bâtiment à AES/SONEL, il est impliqué dans plusieurs travaux d'aménagements hydroélectriques depuis 1983. Il a participé à l’élaboration du plan de développement des ouvrages de production et de transport de l’électricité au Cameroun et à la construction des barrages et projets de Lom Pangar, Memvele, Bini, Natchigal. Il a aussi participé  ainsi qu'à la réhabilitation des centrales hydroélectriques de Song Loulou et Edéa.
Théodore Nsangou est nommé directeur de l'EDC en juillet 2009 pour conduire un projet dont il a réalisé les études de faisabilité en 1990.